# 한국어린이안전재단
한국어린이안전재단은 어린이 안전문화를 개선을 위해 재난 희생자 가족인 고석이 2000년에 설립한 대한민국의 재단법인이다. 서울시 이동안전체험교실, 어린이 교통안전 투명우산 나눔사업, 유아용 카시트 보급사업 등을 진행하고 있다.

## 역사
설립자인 고석은 1999년 씨랜드 화재 참사 당시 유치원에 다니던 쌍둥이 딸을 잃었다. 사고 직후 씨랜드 참사 유가족모임의 대표로 사고원인 규명 촉구와 보상문제를 이끌었다. 2000년 재직 중이던 제약회사를 그만두고 한국어린이안전재단을 설립했다.

## 주요 사업
- 어린이 안전교육
- 어린이안전문화운동 전개
- 사회공헌 활동
- 안전사고 예방 연구 개발

## 같이 보기
- 씨랜드 화재 참사
- 한국생활안전연합